# Eduardo Finkelstein
Eduardo S. Finkelstein (Santa Fe, Argentina; 11 de diciembre de 1952-Boston, 4 de agosto de 2021) fue un crítico literario y académico, especialista en la obra de Jorge Luis Borges, autor de numerosos ensayos.

## Reseña biográfica
En 1962, su familia se trasladó a Buenos Aires. Comenzó a estudiar Letras en la Universidad de Buenos Aires en 1973, en medio de un clima político y social que enrarecía cada vez más el ámbito académico. A partir del cierre de las universidades en 1975, comenzó a frecuentar espacios alternativos de difusión de conocimientos, que tuvieron continuidad luego de la instauración de la dictadura militar en 1976. Asistió a los seminarios domésticos de Ricardo Piglia, Josefina Ludmer, Beatriz Sarlo y Eduardo Romano, de modo que su principal formación se dio en la llamada “Universidad de las Catacumbas”.
Una vez restablecida la democracia, se incorporó como docente de la materia Literatura Argentina II. En 1987, publicó su primer estudio sobre Jorge Luis Borges, titulado Borges, el alnado, donde establece y analiza las genealogías poéticas que confluyen en la obra del gran escritor. Un año más tarde, obtuvo una beca para doctorarse en la Universidad de Harvard, donde posteriormente desarrolló toda su carrera académica.
En 1993, publicó un ensayo clave para comprender la literatura argentina: Las dos fundaciones de la Literatura Argentina. De allí en adelante, seguirían varios libros y artículos sobre Borges y otros temas, académicos y de divulgación.
Desde 1997 dirige la Revista Latinoamericana de Literatura. Fue profesor visitante en la Universidad de Princeton y en la Universidad de Columbia.

## Principales ensayos
- - 1987 Borges, el alnado
  - 1997 Las dos fundaciones de la Literatura Argentina
  - 1999 Anachronistic Readings. Located Reading of Jorge Luis Borges’ Poetry
  - 2003 Anagnórisis borgeana
  - 2007 The Boom or the Institution of Latin American Literature
  - 2009 Ensayos escogidos. Sobre la obra narrativa de Jorge Luis Borges
  - 2012 El tamaño de nuestra ignorancia